# Mateu Molleví Ribera
Mateu Molleví Ribera (Barcelona, 1917-2009) fou esportista, directiu esportiu i polític.
La seva activitat com a esportista va començar el 1932 com a nedador i jugador de waterpolo en el CN Barcelona. En la seva faceta de nedador va participar en alguns campionats d'Espanya i en la de waterpolo va ser campió estatal, vint-i-cinc vegades internacional amb la selecció espanyola, i el van convocar per als Jocs Olímpics de Berlín 1936, encara que l'esclat de la Guerra Civil li va impedir anar-hi.
Com a dirigent esportiu, presidí la Federació Catalana d'Esgrima (1956-60), càrrec des del qual impulsà la celebració del Trofeu Internacional Ciutat de Barcelona i malgrat que entre 1958 i 1960 va compaginar el seu càrrec amb el de president de la Federació Catalana d'Esgrima, es va considerar sempre un home de la natació, i va presidir la Federació Catalana de Natació (FCN) durant una dècada de 1957 a 1967. Durant seu mandat al capdavant de la FCN, es van posar en marxa moltes iniciatives: es van fer les primeres edicions dels Campionats de Catalunya d'Hivern de Natació i els Absoluts de Sincronitzada (1958), es va inaugurar la piscina coberta del CN Sabadell (1959), es va crear el Col·legi Català d'Entrenadors (1961) i es va estrenar la Piscina Sant Jordi, la primera piscina coberta de 50 metres de l'estat espanyol (1966). Una vegada va deixar el càrrec de president de la FCN, va ser també vicepresident de la Federació Espanyola de Natació i membre del Comitè Organitzador de l'Europeu de natació de Barcelona el 1970.
En els anys 50 va iniciar una intensa activitat política que el va portar a ser regidor electe de l'Ajuntament de Barcelona pel terç sindical (1954), tinent d'alcalde de Relacions Públiques i Turisme (1955), càrrec que el portà a formar part del comitè organitzador dels Jocs del Mediterrani de Barcelona (1955) a la ciutat, procurador en Corts (1958-1964) i diputat provincial de Barcelona (1961-1967). Rebé la medalla al mèrit esportiu de la FCN (1964) i la medalla de Forjadors de la Història Esportiva de Catalunya (1995).
.